# Cosmo & Wanda – Auwei Hawaii!
Cosmo & Wanda – Auwei Hawaii! (Originaltitel A Fairly Odd Summer) ist ein US-amerikanischer Nickelodeon Original Movie, der auf der Cartoon-Serie Cosmo & Wanda – Wenn Elfen helfen basiert und nach Ein Cosmo & Wanda Movie: Werd’ erwachsen Timmy Turner! und Cosmo & Wanda – Ziemlich verrückte Weihnachten der dritte Realfilm der Serie ist. Der Film erreichte bei seiner Premiere am 2. August 2014 in den USA 2,8 Millionen Zuschauer. Er wurde in Deutschland am 25. Oktober 2014 ausgestrahlt.

## Handlung
Es sind Ferien und Timmy muss in der Elfenwelt auf das Abrakadabrium, die Quelle aller Elfen-Magie, aufpassen. Doch alle seine Freunde machen auf der Insel Hawaii Urlaub. Timmy will seinen Urlaub noch retten und geht mit dem Abrakadabrium nach Hawaii. Aber Timmys Erzfeinde Foop und Denzel Crocker haben davon mitbekommen und schmieden einen Plan, um das Abrakadabrium zu stehlen und somit die Macht über das Elfen-Reich zu bekommen.

## Besetzung und Synchronisation
| Rolle                 | Schauspieler    | Synchronsprecher    |
| --------------------- | --------------- | ------------------- |
| Timmy                 | Drake Bell      | Benedikt Weber      |
| Trudy                 | Daniella Monet  | Magdalena Turba     |
| Denzel Crocker        | David Lewis     | Marcus Off          |
| Mr. Turner            | Daran Norris    | Hans Bayer          |
| Mrs. Turner           | Teryl Rothery   | Michaela Kametz     |
| Jean-Claude von Ramme | Mark Gibbon     | Volker Wolf         |
| Vicky                 | Devon Weigel    | Katja Liebing       |
| Mitzy                 | Ella Anderson   |                     |
| Mrs. Mulligan         | Ali Liebert     |                     |
| Maid Marian           | Karyn Haplin    |                     |
| Marty                 | Carter Hastings |                     |
| Dr. Flemmish          | Vincent Tong    | Stefan Naas         |
| Foop (Mensch)         | Scott Baio      | Charles Rettinghaus |
| Verrückter            | Brendan Taylor  | Marco Sven Reinbold |

| Rolle               | Originalsprecher  | Synchronsprecher |
| ------------------- | ----------------- | ---------------- |
| Cosmo               | Daran Norris      | Norman Matt      |
| Wanda               | Susanne Blakeslee | Ilya Welter      |
| Baby Poof           | Tara Strong       | Katja Liebing    |
| Timmy Turner (Elfe) | Tara Strong       | Hannes Maurer    |
| Foop                | Eric Bauza        | Markus Haase     |